# Недзьвиці
Недзьвиці (пол. Niedźwice) — село в Польщі, у гміні Копшивниця Сандомирського повіту Свентокшиського воєводства.
Населення — 316 осіб (2011).
У 1975-1998 роках село належало до Тарнобжезького воєводства.

## Демографія
Демографічна структура на день 31 березня 2011 року:
|          | Загалом | Допрацездатний вік | Працездатний вік | Постпрацездатний вік |
| -------- | ------- | ------------------ | ---------------- | -------------------- |
| Чоловіки | 149     | 24                 | 107              | 18                   |
| Жінки    | 167     | 34                 | 93               | 40                   |
| Разом    | 316     | 58                 | 200              | 58                   |